# Trzy godziny miłości
Trzy godziny miłości (tytuł oryginalny Tri sata za ljubav / Три сата за љубав) – jugosłowiański film z 1968 roku, melodramat w reżyserii Fadila Hadžicia.

## Obsada
- Stanislava Pešić jako Maca
- Lenka Neumann jako Ankica
- Mladen Crnobrnja jako Zizi
- Dragan Nikolić jako Riki
- Predrag Tasovac jako szef
- Tatjana Beljakova szefowa
- Mirjana Bohanec
- Lena Politeo
- Vladimir Ruždjak
- Martin Sagner